# ماتيريال (فلم)
ماتيريال (بالإنجليزية: Material) هُو فيلم دراما وكوميديا جنوب أفريقي صدر سنة 2012 وأخرجه كريغ فريموند. عُرض الفيلم في عدة مهرجانات سينمائية دولية أبرزها مهرجان لندن السينمائي ومهرجان الهند السينمائي الدولي ومهرجان بوسان السينمائي الدولي. يُعد الفيلم من أفضل الأفلام في تاريخ السينما الجنوب الأفريقية، كما أعطى الفيلم دُفعة كبيرة لصناعة السينما في البلاد. يُصور الفيلم حياة المسلمين في جنوب إفريقيا، وقد رأى البعض ذلك على أنها مُحاولة صادقة لمُعالجة بعض القضايا الاجتماعية التي تُواجه المُجتمع الجنوب أفريقي مُتعدد الأعراق.

## القصة
تدور أحداث الفيلم في منطقة فوردسبرغ في جوهانسبرغ، والتي تعرف تواجدا كبيرا لمُسلمي جنوب أفريقيا فيها. وهاته الأحداث هي حول العلاقة المضطربة بين قاسم كايف ووالده المُسن الذي كان حُلمه الوحيد أن يتولى ابنه محل أقمشة العائلة. أما قاسم، فطموحه هو أن يكون ممثلًا كوميديًا، وهي فكرة يرفضها والده بشدة. في أحد الأيام يحضر قاسم حفلة في حانة محلية، لكنه عليه أن يجد طريقة لإخفاء الأمر عن أسرته. يتطرق الفيلم لمواضيع الفجوة بين الأجيال والصراع بين الشباب والتقاليد والدين، وذلك في دراما عائلية مع مُقتطفات من الكوميديا الارتجالية بين الفينة والأخرى.

## طاقم التمثيل
- رياض موسى في دور قاسم كايف.
- فنسنت إبراهيم في دور إبراهيم كايف.
- جوي يوسف راسدين في دور يوسف.
- دينيس نيومان في دور فاطمة كايف.
- كريجاي جوفندر في دور دادي كايف.
- زكية باتيل في دور عائشة كايف.
- كاريشما باسداي في دور زلفة أحمد.
- رويستون ستوفيلز في دور رفيق كايف.
- كوانيتا آدمز في دور شارين.
- أفضل خان في دور فهيم.
- ميل ميلر في دور ميرف.
- نيك رابينوفيتز في دور ديف غولد.
- دينيس نيومان في دور فاطمة كايف.

## الجوائز
```
حصل الفيلم خلال حفل 
جوائز جنوب إفريقيا للسينما والتلفزيون
 السابع سنة 2013 على جوائز أفضل مُخرج لفيلم روائي طويل (كريغ فريمون)، وجائزة أفضل ممثل في فيلم روائي طويل (رياض موسى)، وجائزة أفضل مُمثل مساعد في فيلم روائي طويل (فنسنت إبراهيم)، وجائزة أفضل فيلم روائي طويل، وجائزة أفضل تصميم صوت لفيلم روائي طويل 
[
10
]
```

## روابط خارجية
مقالات تستعمل روابط فنية بلا صلة مع ويكي بيانات